# Ali Hassan al-Majid
Ali Hassan Abd al-Majid al-Tikritieh (in arabo علي حسن عبد المجيد التكريتي‎?), soprannominato "Alì il Chimico" (Tikrit, 30 novembre 1941 – Baghdad, 25 gennaio 2010) è stato un politico, generale e criminale di guerra iracheno, già ministro della difesa, ministro dell'interno e capo dei servizi segreti del governo iracheno sotto il regime di Saddam Hussein, nonché governatore del Kuwait durante l'occupazione irachena del 1990-1991.

## Biografia
Cugino di primo grado di Saddam Hussein, salì rapidamente nella gerarchia del partito Ba'th. Divenne noto per il suo ruolo negli anni '80 e '90 del XX secolo nelle campagne militari di repressione del dissenso interno curdo, nel nord, e sciita, nel sud dell'Iraq. Le misure repressive da lui adottate comprendevano la deportazione forzata di intere popolazioni e l'assassinio di massa. Per l'impiego a quest'ultimo fine di armi chimiche, fu soprannominato "Alì il chimico".

### Processo, condanna ed esecuzione
Fu catturato il 17 agosto 2003, al termine dell'invasione statunitense dell'Iraq, e fu accusato di crimini di guerra, crimini contro l'umanità e genocidio. Il 24 giugno 2007 tali accuse gli guadagnarono la condanna a morte per i crimini commessi nella campagna militare al-Anfal del 1988, quando su sua decisione furono usati gas cianidrici nella città di Halabja. L'appello per questo giudizio fu respinto il 4 settembre 2007.
Il 2 dicembre 2008 fu nuovamente condannato a morte per aver contribuito all'uccisione di un numero di musulmani sciiti compreso tra 20.000 e 100.000, durante le rivolte scoppiate nel sud del paese dopo la fine della Guerra del Golfo del 1991. Il 2 marzo 2009 fu condannato a morte, per la terza volta, quale mandante dell'assassinio del Grande Āyatollāh Mohammed Sadeq al-Sadr, avvenuto a Najaf nel 1999. La quarta condanna a morte, per il crimine per cui è più noto (la campagna al-Anfal di gassificazione dei curdi), è stata emessa il 17 gennaio 2010. Ali Hassan è stato giustiziato mediante impiccagione il 25 gennaio 2010.

## Nella cultura di massa
Nella miniserie TV Casa Saddam è interpretato da Uri Gavriel.